# Tatra T5A5
Tatra T5A5 — тип чехословацкого трамвая, изготовленного на заводе ČKD Praha, Tatra Smíchov в одном прототипе в 1981 году .

## Строительство
T5A5, разработанный на рубеже 1970-х и 1980-х годов, был ещё одним вариантом трамвая Tatra T5. Предполагалось, что это будет базовая модель новой унифицированной трамвайной серии, которая должна была заменить трамваи модели T3 в Чехословакии.
Это был стандартный односторонний четырёхосный моторный трамвай с тремя дверьми с одной стороны кузова. В основном это был стандартный вариант двустороннего одностороннего T5C5, который CKD производит для Будапешта с 1978 года.